# Santa Rosa Km. 32
Santa Rosa Km. 32, referenciado también simplemente como Km. 32, es un caserío peruano ubicado en el distrito de Chulucanas, perteneciente a la provincia de Morropón del departamento de Piura, al norte del Perú. 

## Ubicación
Santa Rosa Km. 32 se ubica al noroeste de la provincia de Morropón, en el distrito de Chulucanas, en el departamento de Piura.

## Demografía
En 2017 Santa Rosa Km. 32 tenía una población de 117 habitantes.
| Gráfica de evolución demográfica de Santa Rosa Km. 32 entre 1993 y 2017 |
|                                                                         |
| Fuentes: Población 1993 y 2017                                          |